# Коста Илић Турчин
Коста Илић (Страгари, 12. мај 1884 — Ковин, 10. март 1952) био је мајор Југословенске краљевске војске.

## Биографија
Рођен је и одрастао у шумадијској варошици Страгари, у породици свештеника Николе Илића и мајке Милеве.
Познат је као поручник Коста Турчин, један од главних ликова у роману Српска трилогија писца Стевана Јаковљевића, са којим је у Шумадијском артиљеријском пуку провео значајан део Првог светског рата. Писац и сценариста Арсен Диклић лик Косте Турчина користи као предложак за лик Бата Колета у филму Марш на Дрину (1964) редитеља Жике Митровића. Коста Илић био је учесник у Првом балканском рату (1912—1913) када је и добио надимак Турчин, Другом балканском рату (1913), Првом светском рату (1914—1918) и Српско-албанском сукобу (1920).
Умро је у Ковину, а сахрањен је на гробљу Белечка у родном месту Страгари.

## Одликовања
За ратне заслуге одликован је са две златне Медаље за храброст (1913), Медаљом за војничке врлине (1915), златном Медаљом за храброст (1920), Краљевским орденом Белог орла са мачевима петог реда (1921), Краљевским орденом Белог орла са мачевима четвртог реда (1922), Медаљом за војничке врлине (1924), Краљевским орденом Светог Саве петог реда (1928), Орденом Југословенске круне петог реда (1939) и Орденом Југословенске круне четвртог реда (1940).